# Алтайский краевой радиотелецентр
Алтайский краевой радиотелевизионный передающий центр (филиал РТРС «Алтайский КРТПЦ») — подразделение Российской телевизионной и радиовещательной сети, основной оператор цифрового и аналогового эфирного теле- и радиовещания Алтайского края.

Телевизионная мачта в Барнауле

Филиал обеспечивает 97,75 % населения Алтайского края 20-ю бесплатными цифровыми эфирными телеканалами и радиостанциями.
Помимо этого филиал способствует развитию интернета и мобильной телефонной связи в регионе.

## История
14 февраля 1956 года в Барнауле состоялась первая телепередача в честь открытия 20 съезда КПСС. На передающей станции был установлен передатчик мощностью 300 Вт. Первая 40-метровая телебашня находилась на улице Брестская и обеспечивала радиус действия 20 км. Мощность передатчика составляла 300 Вт.
В 1957 году телевидение появилось в Бийске, в 1958 году — в Рубцовске.
В 1962—1963 годах был введён в эксплуатацию телецентр в Барнауле на Змеиногорском тракте.
10 января 1966 года создана Дирекция радиорелейных линий и телевизионных ретрансляторов (ДРРЛ и РТС). Предприятие было организовано на базе самостоятельных предприятий — Барнаульского, Бийского, Рубцовского телецентров и нескольких маломощных ретрансляторов в районных центрах.
В 1967 году введена в эксплуатацию система космической связи «Орбита» (Новосибирск). С этого момента на Алтае началась трансляция центральных телевизионных программ.
1 апреля 1969 года дирекция радиорелейных линий и РТС преобразована в Алтайскую краевую радиотелевизионную передающую станцию.
С 1972 по 1985 годы телевидение и радиовещание в Алтайском крае быстро развивалось: в крупных населенных пунктах активно строились радиорелейные линии связи. 17 декабря 1973 года Алтайская краевая радиотелевизионная передающая станция преобразована в Алтайский краевой радиотелевизионный передающий центр. В 1974 году цветное телевидение пришло на смену чёрно-белому изображению. В 1976 году введена в эксплуатацию спутниковая система «Экран». С этого момента началось развитие широкой наземной сети вещания Первой программы Центрального телевидения (ОРТ) в Алтайском крае.
В ноябре 1992 года образовано самостоятельное государственное предприятие «Алтайский краевой радиотелевизионный передающий центр» (при непосредственном подчинении Министерству связи РСФСР).
В январе 1999 года Алтайский радиотелевизионный передающий центр реорганизован в филиал ВГТРК.

## Деятельность

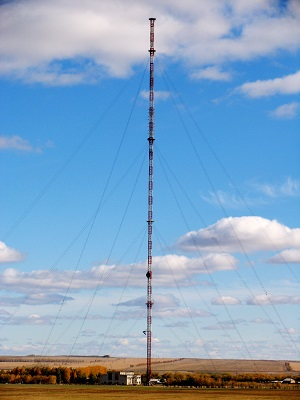
Усть-Калманская телемачта

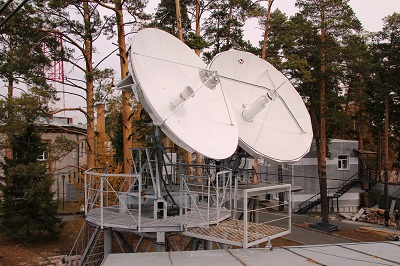
Станция спутниковой связи «Экспресс ЦС» формирует региональную версию первого мультиплекса

29 декабря 2001 года Алтайский краевой радиотелевизионный передающий центр стал филиалом РТРС.
С 2003 по 2006 годы произведена замена аналоговых приемных станций «Москва» на цифровые станции Tandberg. Модернизация позволила транслировать программы телеканала «Россия» с местными вставками ГТРК «Алтай».
В 2006 году подписано соглашение между администрацией Алтайского края и РТРС о взаимодействии и сотрудничестве. Алтайский край стал одним из двенадцати первых регионов России, где началось строительство сети цифрового эфирного вещания.
В 2006−2009 годах алтайским филиалом РТРС создана сеть аналогового эфирного вещания телеканалов «Россия К» и «Петербург-5 канал».
В 2008—2009 годах алтайский филиал РТРС построил сеть аналогового эфирного вещания телеканалов «Спорт» (в дальнейшем — «Россия 2», «Матч ТВ») и НТВ.
В 2008—2010 годах алтайским филиалом РТРС создана сеть аналогового эфирного вещания краевого информационного телеканала «Катунь 24». Телеканал стал доступен к приему 840 тысячам жителям в 18 населенных пунктах Алтайского края.
В 2010 году создан и утвержден системный проект «Сеть цифрового наземного вещания на территории Алтайского края (первый частотный мультиплекс)». 2010 год также ознаменован запуском первого объекта цифрового телевидения в Алтайском крае в селе Николаевка Михайловского района.
В 2011 году началась эфирная трансляция первого мультиплекса цифровых эфирных каналов (РТРС-1) в крупных населенных пунктах Алтайского края: Барнаул, Бийск, Камень-на-Оби, Рубцовск, Мамонтово, Усть-Калманка, Благовещенка. К концу 2011 года 199 объектов цифрового ТВ вещания были включены в работу.
16 декабря 2011 года РТРС открыл в Барнауле центр консультационной поддержки зрителей цифрового эфирного телевидения.
В 2013 году филиал перевел сеть цифрового эфирного вещания в Алтайском крае на стандарт DVB-T2. В этом же году запущен 200-й объект цифрового эфирного телевидения в селе Корчино (Мамонтовский район Алтайского края).
В 2014 году вещание первого мультиплекса цифровых эфирных каналов (РТРС-1) велось на территории Алтайского края с охватом населения 97,75 %. Второй мультиплекс цифровых эфирных каналов (РТРС-2) запущен в трех городах Алтайского края — Барнаул, Бийск, Рубцовск, охват населения — 52,5 %.
В 2015 году стартовал переход вещания «Радио России» из УКВ в FM-диапазон в 62 населенных пунктах Алтайского края.
30 июня 2017 года дан старт региональному цифровому вещанию канала ГТРК «Алтай» в эфире телеканалов «Россия 1» и «Россия 24».
25 декабря 2018 года были запущены последние передатчики второго мультиплекса в Алтайском крае. Это стало итогом исполнения федеральной целевой программы «Развитие телерадиовещания в Российской Федерации на 2009—2018 годы» в части эфирного цифрового вещания в регионе.
3 июня 2019 года в Алтайском крае была прекращена трансляция федеральных телеканалов в аналоговом формате. Регион полностью перешел на цифровое телевещание общероссийских обязательных общедоступных телеканалов.
Для облегчения перехода на цифровое эфирное телевидение жителей региона алтайский филиал РТРС совместно с Министерством цифрового развития и связи Алтайского края провёл информационно-разъяснительную кампанию. Филиал участвовал в подготовке волонтеров для оказания помощи населению по подключению цифрового эфирного телевидения. Всего 2500 волонтеров помогли жителям региона в 3000 домохозяйствах Алтайского края.
29 ноября 2019 года РТРС начал цифровую трансляцию программ телеканала «Катунь 24» в сетке телеканала ОТР в Алтайском крае.

## Организация вещания
РТРС транслирует в Алтайском крае:
- 20 телеканалов и 3 радиоканала в цифровом формате;
- 15 радиоканалов в аналоговом формате[32].

Инфраструктура эфирного телерадиовещания филиала РТРС в Алтайском крае включает:
- краевой радиотелецентр;
- 8 производственных подразделений;
- центр формирования мультиплексов;
- цифровая передающая земная станция спутниковой связи «Экспресс ЦС»;
- 200 цифровых радиотелевизионных передающих станций;
- 400 цифровых телевизионных передатчиков, 75 аналоговых радиопередатчиков;
- 213 антенно-мачтовых сооружений;
- 705 приемных земных спутниковых станций;
- 200 устройств замещения регионального контента (реплейсеров);
- 79 устройств вставки локального контента (сплайсеров);
- 6 точек присоединения операторов кабельного телевидения в н.п. Барнаул — 2 шт., Бийск, Рубцовск, Белокуриха, Степное Озеро).

## Региональное вещание
30 июня 2017 года алтайский филиал РТРС совместно с ГТРК «Алтай» приступил к трансляции телерадиопрограмм в составе первого мультиплекса. Региональные программы стали доступны на телеканалах «Россия 1», «Россия 24» и радиостанции «Радио России»..

## Награды
В 2014 году алтайский филиал РТРС удостоен Большой золотой медали выставки «IT-Сибирь. СибТелеКом−14. Инженерные решения, строительство систем связи» за организацию вещания первого и второго частотных мультиплексов в Алтайском крае.
В 2020 году трое сотрудников алтайского филиала РТРС награждены медалями ордена «За заслуги перед Отечеством» II степени.
Алтайский филиал РТРС — неоднократный призер ежегодного городского конкурса «Коллективный договор – основа защиты трудовых прав работников», а также ежегодного городского и краевого этапов конкурса «Лучший социально ответственный работодатель года».